# ロマン・クロイツィガー
ロマン・クロイツィガー（Roman Kreuziger、1986年5月6日- ）は、チェコ、モラフスカ・トジェボヴァ出身の自転車競技選手。ロマン・クルイジガーと表記する自転車競技雑誌、Webも多い。母国語のチェコ語読みであるロマン・クロイツィゲルとも表記される。

## 経歴
父の名も同じく「ロマン・クロイツィガー」であり、かつてはプロの自転車競技選手だった。

### 2004年
- チェコ国内選手権ジュニア部門の個人ロードレース、個人タイムトライアルを優勝。
- ジュニア世界選手権自転車競技大会個人ロードレースでも優勝を果たす。
- ジロ・デッラ・トスカーナのジュニア部門で総合優勝。

### 2006年
- リクイガス（のちのリクイガス・キャノンデール）と契約。

### 2007年
- ツール・ド・ロマンディ総合6位。
- ブエルタ・ア・エスパーニャ総合21位。

### 2008年
- ツール・ド・ロマンディでは、総合優勝のアンドレアス・クレーデンに次いで総合2位。
- ツール・ド・スイスでは第8ステージの個人タイムトライアルを制して総合首位の座をキム・キルシェンから奪い、最終的にクレーデンに49秒の差をつけて総合優勝を果たした。
- ツール・ド・フランスでは、新人賞部門において、チームメイトのヴィンチェンツォ・ニバリを追う展開となったが、ラルプ・デュエズがゴールの第17ステージにおいてニバリが大きく遅れを取ってマイヨ・ブランを明け渡したのに対し、同ステージ3位のアンディ・シュレクが替わってマイヨ・ブランを獲得。クロイツィガーは1分58秒差でシュレクを追う展開となった。第20ステージの個人タイムトライアル。序盤からスピードに乗れないシュレクに対し、中間ラップではクロイツィガーが逆転する可能性を秘めていたが、終盤になって幾分失速。結局41秒縮めるに止まり、新人賞部門は2位となった。総合は13位（シュレクが12位）。

### 2009年
- ツール・ド・ロマンディでは、第4ステージで勝利して総合首位に立ち、そのまま最後まで守りきって総合優勝を果たした。
- ツール・ド・フランス総合9位。
- クラシカ・サンセバスティアン2位。

### 2010年
- ジロ・ディ・サルデーニャ総合優勝。
- カタルーニャ一周総合8位。
- アムステルゴールドレース5位。
- ツール・ド・フランス総合9位。

### 2011年
- アスタナに移籍。
- リエージュ〜バストーニュ〜リエージュ 4位
- ジロ・デ・イタリアでは新人賞を獲得。また、総合6位に入った。

### 2012年
- ティレーノ〜アドリアティコ 総合3位
- ツール・ド・ロマンディ 総合6位
- ジロ・デ・イタリア
  - 区間1勝(第19)
  - 総合15位
- ツール・ド・スイス 総合6位
- ロンドン五輪・個人ロード 15位
- UCIワールドツアー 総合20位

### 2013年
- チーム・サクソ - ティンコフに移籍。
- アムステルゴールドレース 優勝
- ツール・ド・スイス 総合3位
- ツール・ド・フランス 総合5位

### 2017年
- オリカ・バイクエクスチェンジに移籍。
- プロ・エッツタール5500　優勝

### 2018年
- アムステルゴールドレース　2位

### 2019年
- チーム・ディメンションデータに移籍

### 2021年
- UCIプロチームのガスプロム・ルスヴェロに移籍。
- 同シーズンをもって現役を引退。

2022年シーズンよりバーレーン・ヴィクトリアスのアシスタント・スポーツディレクターに就任した。